# Timo Glock
Timo Glock (* 18. března 1982 Lindenfels, Německo), je bývalý německý pilot Formule 1 a mistr GP2 z roku 2007.

## Juniorské formule
Závodit začal v roce 1998 s motokárami, s nimiž dosáhl několika úspěchů. Od roku 2000 závodí v monopostech. Nejprve v německých šampionátech formulí BMW, které vyhrál jak v roce 2000, tak i o rok později. Ve své první sezoně v německém mistrovství formule 3 skončil celkově na třetím místě a stal se nejlepším nováčkem roku. O rok později, v roce 2003, závodil v Eurosérii formule 3, kde vyhrál 3 závody. V celkovém pořadí obsadil 5. místo.

## Champ Car
V roce 2005 se přesunul za oceán, do Spojených států. Zde závodil za tým Paula Gentilozziho, Rocketsports, v sérii Champ Car. Jeho nejlepším umístěním bylo 2. místo ze závodu v Montrealu, na okruhu Gillese Villeneuva, kde před rokem debutoval s vozem formule 1. V celkovém hodnocení mistrovství skončil na 8. místě a získal cenu pro nejlepšího nováčka roku.

## GP2

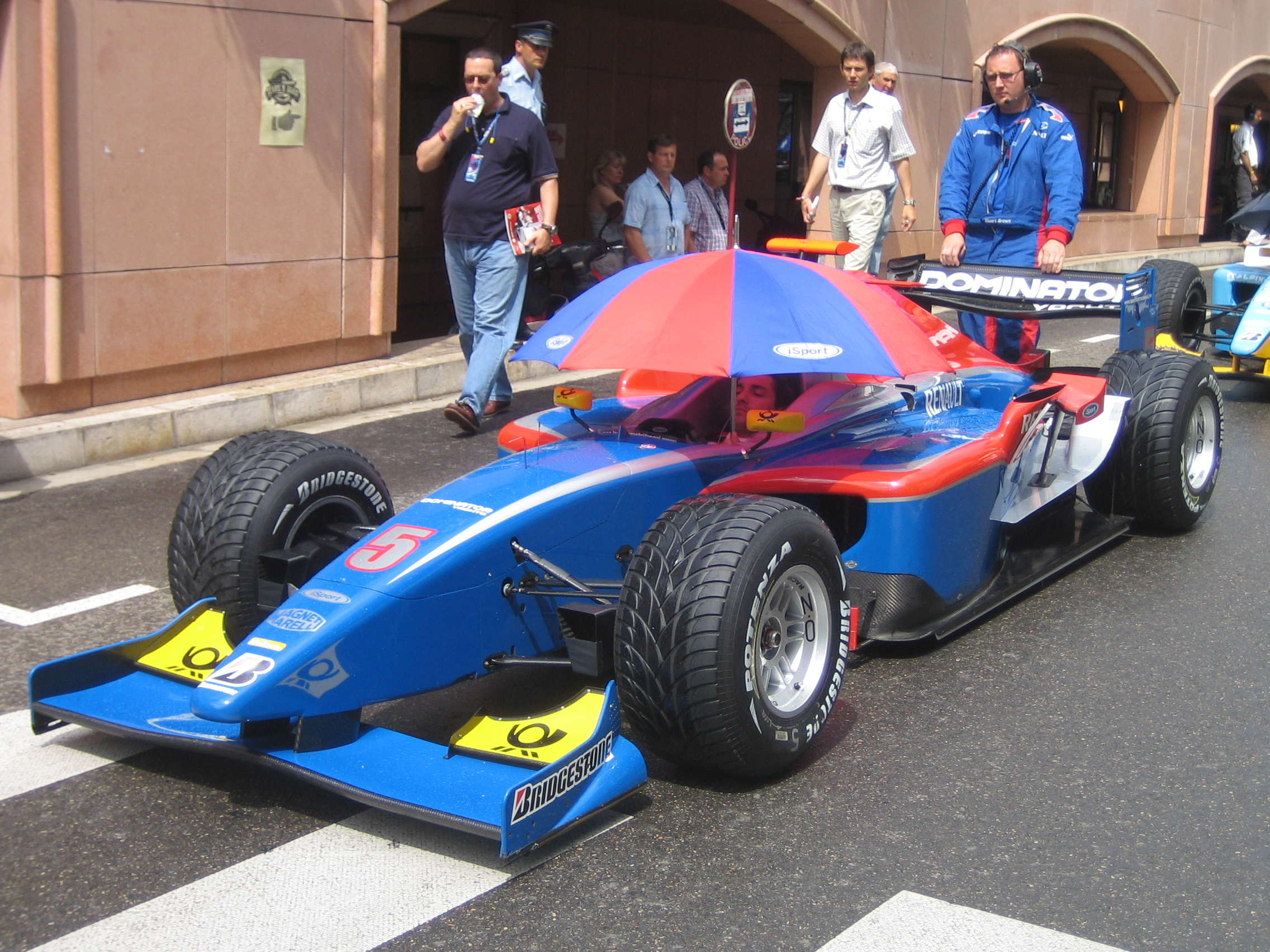
Glock v kokpitu svojí Dallary GP2 při závodu v Monaku, v roce 2007.

V roce 2006 se vrátil zpátky do Evropy, do série GP2. Sezonu začínal v průměrném týmu BCN Competición a moc se mu nedařilo. Ovšem v půlce sezony přestoupil do špičkového týmu iSport International, s jehož vozem hned potvrdil svoji rychlost. Dvěma vítězstvími a dalšími výbornými umístěními si nakonec zajistil 4. místo v celkové klasifikaci mistrovství.
V tomtéž roce také poprvé testoval pro BMW Sauber, se kterým později podepsal smlouvu druhého testovacího jezdce pro rok 2007.
S týmem iSport prodloužil smlouvu i na sezonu 2007. Vyhrál 5 závodů a v dalších 5 stál na stupni vítězů, a tak i přes několik nedokončených závodů se na konci sezony mohl radovat ze zisku titulu mistra GP2.
Po těžké nehodě Roberta Kubici při kanadské grand prix, měl v závodě v Indianapolis tohoto polského závodníka nahradit. Ovšem tým se nakonec rozhodl, že dá šanci mladému Sebastianu Vettelovi. Ten si v závodě vůbec nevedl špatně a získal 1 bod, což mu dopomohlo k získání závodního místa u Toro Rossa. Teprve poté byl povýšen do role testovacího a náhradního jezdce BMW.

## Formule 1

### 2004: Jordan
V roce 2004 se, sponzorovaný firmou Deutsche Post (DHL), stal testovacím a třetím pilotem týmu Jordan Grand Prix v mistrovství světa formule 1. Při svém debutu v Kanadě nahradil na jeden závod Giorgia Pantana, a hned získal 2 body za 7. místo. Původně však skončil na 11. místě, ale po diskvalifikaci vozů týmů Williams a Toyota poskočil na už výše zmiňované 7. místo v cíli. Nahradil Pantana ještě v posledních třech závodech sezony – v Číně, Japonsku a Brazílii – ve kterých se shodně umístil na 15. místě.

### 2008–2009: Toyota

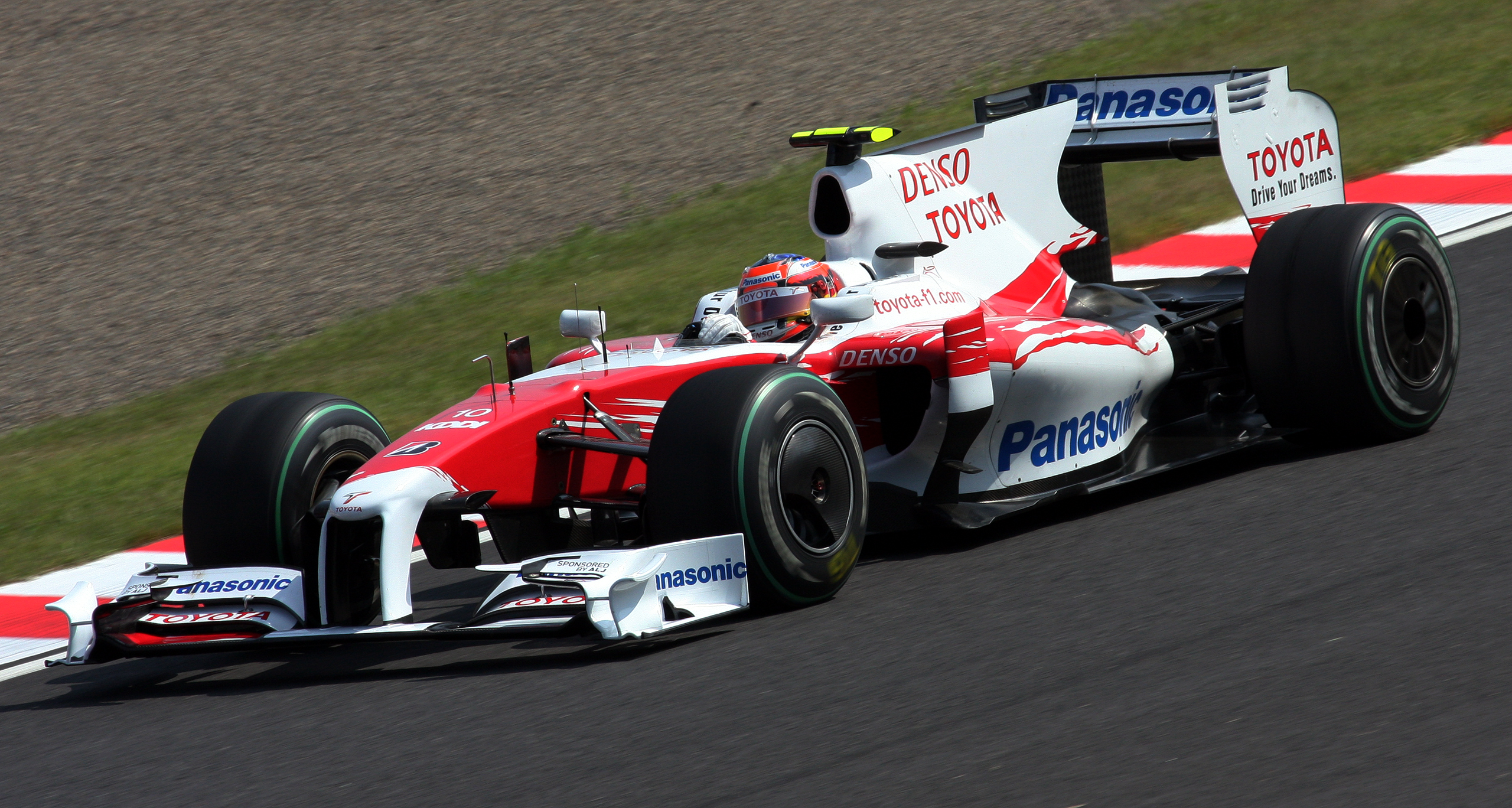
Timo Glock na japonském okruhu Suzuka

Po vítězství v GP2 v roce 2007 byl spojován s mnoha týmy formule 1. Nakonec podepsal smlouvu s Toyotou, přestože měl stále platnou smlouvu na testování s BMW Sauber. Tento spor musela rozhodnout až rada, která se zabývá smlouvami (Contract Recognition Board). 16. listopadu rada rozhodla, že v roce 2008 za Toyotu může závodit. O den později BMW Sauber souhlasilo s jeho uvolněním. S Toyotou podepsal 3letý kontrakt a nahradil tak odcházejícího Ralfa Schumachera.

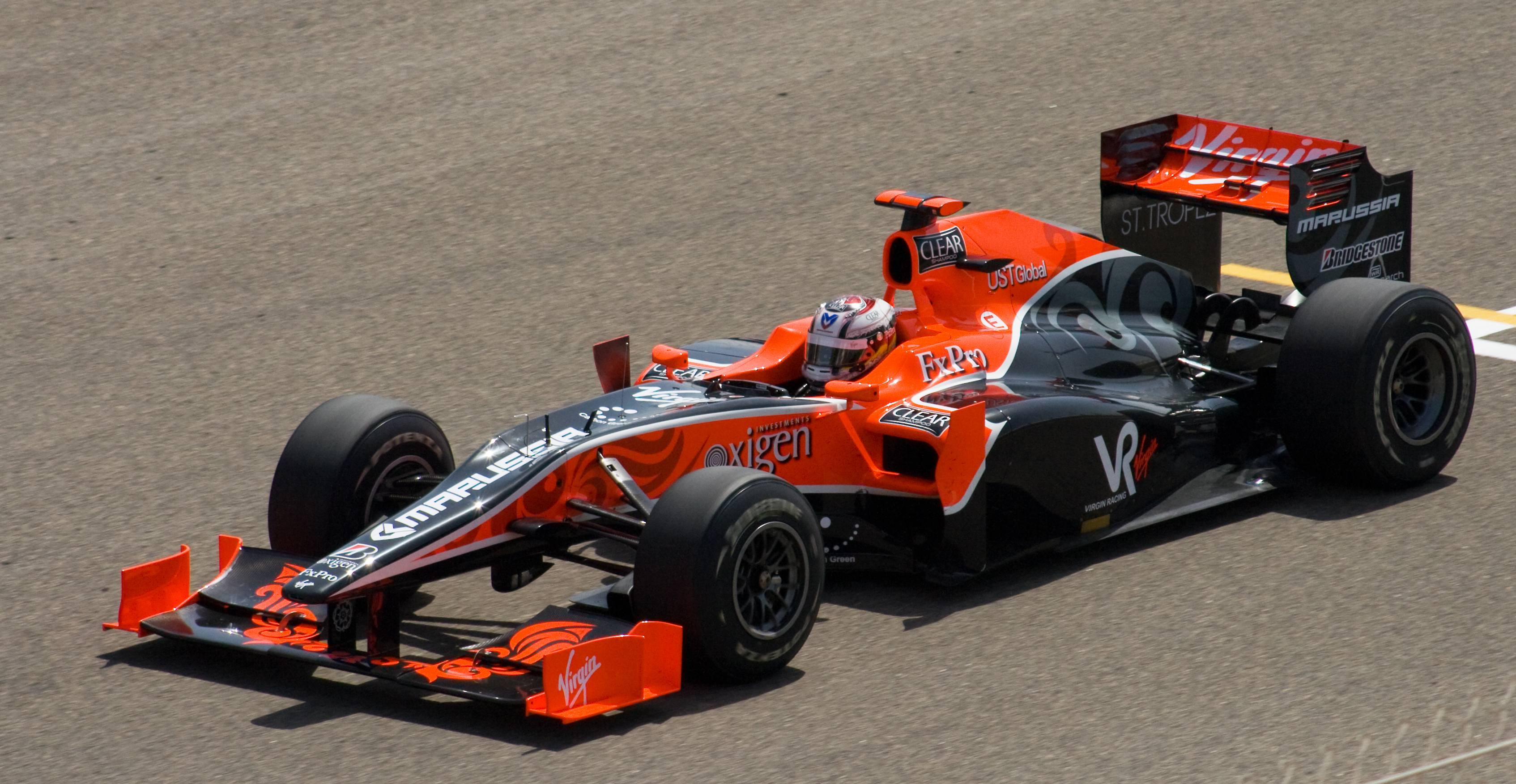
Timo Glock při GP Bahrajnu 2010

V prvním závodě v Melbourne jel na bodovaném místě, ale jen několik kol před cílem udělal chybu v jedné z šikan a v plné rychlosti se dostal mimo trať a najel na hrbol v únikové zóně. Ten způsobil vymrštění vozu do vzduchu, který poté tvrdě přistál na vozovce. Při této havárii si Glock poranil zápěstí.

### 2010-: Virgin Racing (Marussia)
Timo Glock podepsal 17. listopadu 2009 smlouvu s Virgin Racing, jeho týmovým kolegou je Lucas di Grassi.

#### 2012
Po jednadvacátém místě v kvalifikaci na Grand Prix Austrálie dokončil závod čtrnáctý. Po jednadvacátém místě v kvalifikaci obsadil v malajsijské velké ceně sedmnáctou příčku. Dvacátý první skončil i v kvalifikaci na Velkou cenu Číny a v závodě obsadil devatenácté místo. Dvacátý třetí skončil v kvalifikaci na Velkou cenu Bahrajnu a v závodě obsadil devatenácté místo. Z 21. místa v kvalifikaci Grand Prix Španělska získal 18. pozici v cíli. Čtrnáctý skončil v GP Monaka po startu z 20. příčky.
2013: BMW - DTM

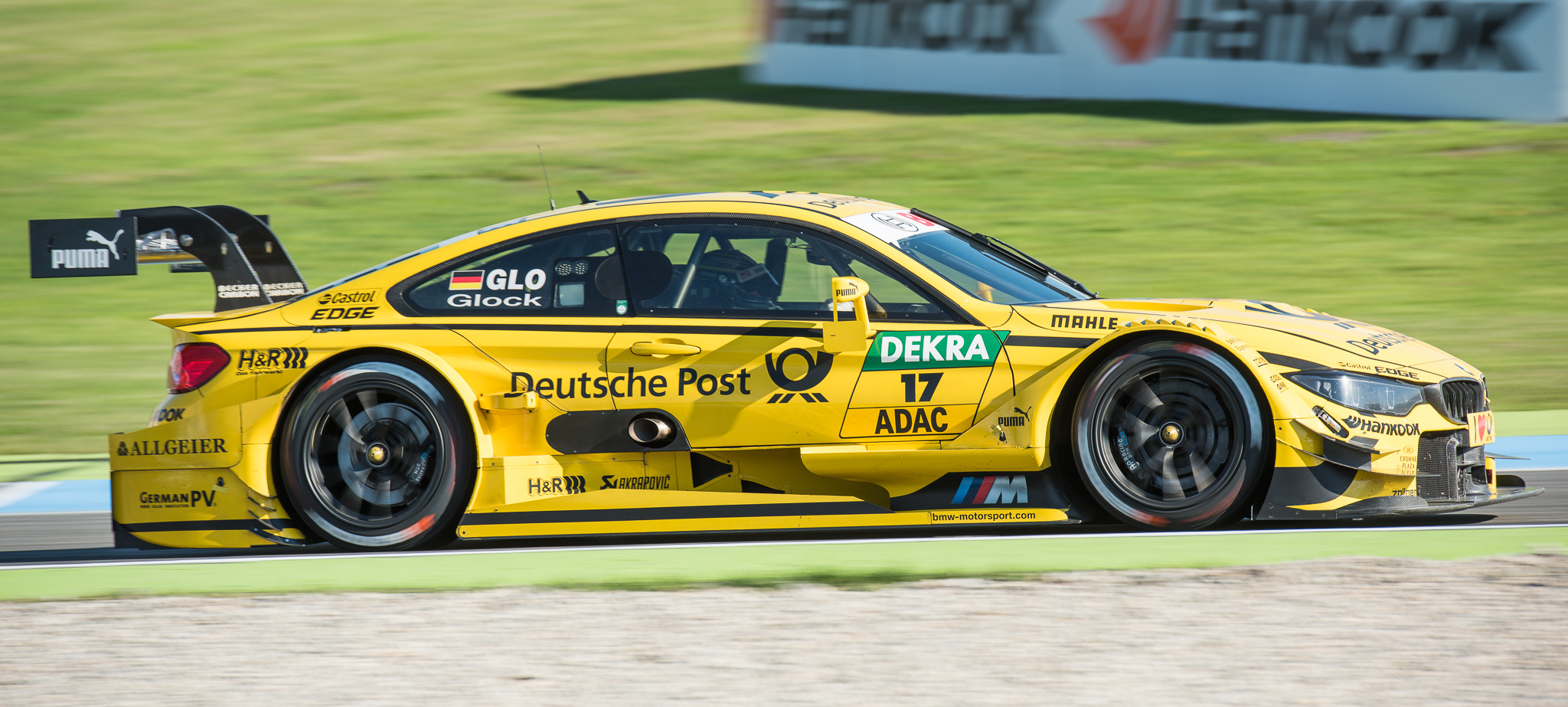
Timo Glock, Deutsche Tourenwagen Masters 2014 - Hockenheimring

Glock musel po roce 2012 opustit Marussii kvůli potížím s financemi. Glock v zimě testoval vůz DTM značky BMW. Glockovi se DTM zalíbilo a podepsal smlouvu. Glockovi se nedařilo ale v čtvrtém závodě na Red Bull Ringu dojel na třetím místě. Pro Glocka to byli první stupně vítězů v DTM. Poté se Glockovi opět nedařilo ale v posledním závodě v Hockenheimu si dojel pro své první vítězství v DTM. Glock celkově skončil na devátém místě s 40 body.

## Kompletní výsledky
| Legenda k tabulce | Legenda k tabulce                                                                       |
| Barva             | Výsledek                                                                                |
| ----------------- | --------------------------------------------------------------------------------------- |
| Zlatá             | Vítěz                                                                                   |
| Stříbrná          | 2. místo                                                                                |
| Bronzová          | 3. místo                                                                                |
| Zelená            | Bodované umístění                                                                       |
| Modrá             | Nebodované umístění                                                                     |
| Modrá             | Dokončil neklasifikován (NC)                                                            |
| Fialová           | Odstoupil (Ret)                                                                         |
| Červená           | Nekvalifikoval se (DNQ)                                                                 |
| Červená           | Nepředkvalifikoval se (DNPQ)                                                            |
| Černá             | Diskvalifikován (DSQ)                                                                   |
| Bílá              | Nestartoval (DNS)                                                                       |
| Bílá              | Závod zrušen (C)                                                                        |
| Světle modrá      | Pouze trénoval (PO)                                                                     |
| Světle modrá      | Páteční testovací jezdec (TD)                                                           |
| Bez barvy         | Netrénoval (DNP)                                                                        |
| Bez barvy         | Vyřazen (EX)                                                                            |
| Bez barvy         | Nepřijel (DNA)                                                                          |
| Bez barvy         | Odvolal účast (WD)                                                                      |
| Bez barvy         | Nezúčastnil se (prázdné)                                                                |
| Označení          | Význam                                                                                  |
| Tučnost           | Pole position                                                                           |
| Kurzíva           | Nejrychlejší kolo                                                                       |
| †                 | Jezdec nedojel do cíle, ale byl klasifikován, protože odjel více než 90 % délky závodu. |
| ‡                 | Byl udělován poloviční počet bodů, protože bylo odjeto méně než 75 % délky závodu.      |
| Horní index       | Umístění bodujících jezdců ve sprintu                                                   |

### Formule 1
| Rok                                              | Tým                     | Vůz           | Motor                              | 1       | 2       | 3       | 4       | 5      | 6       | 7       | 8       | 9      | 10      | 11     | 12     | 13     | 14      | 15      | 16      | 17      | 18     | 19      | 20     | Body | Umístění  |
| ------------------------------------------------ | ----------------------- | ------------- | ---------------------------------- | ------- | ------- | ------- | ------- | ------ | ------- | ------- | ------- | ------ | ------- | ------ | ------ | ------ | ------- | ------- | ------- | ------- | ------ | ------- | ------ | ---- | --------- |
| 2004                                             | Jordan Ford             | Jordan EJ14   | Ford Cosworth RS2 (TJ2004) 3.0 V10 | AUS TD  | MAL TD  | BHR TD  | SMR TD  | ESP TD | MON TD  | EUR TD  | CAN 7   | USA TD | FRA TD  | GBR TD | GER TD | HUN TD | BEL TD  | ITA TD  | CHN 15  | JPN 15  | BRA 15 |         |        | 2    | 19. místo |
| 2005 – 2007: Timo Glock se neúčastnil Formule 1. |                         |               |                                    |         |         |         |         |        |         |         |         |        |         |        |        |        |         |         |         |         |        |         |        |      |           |
| 2008                                             | Panasonic Toyota Racing | Toyota TF108  | Toyota RVX-08 2.4 V8               | AUS Ret | MAL Ret | BHR 9   | ESP 11  | TUR 13 | MON 12  | CAN 4   | FRA 11  | GBR 12 | GER Ret | HUN 2  | EUR 7  | BEL 9  | ITA 11  | SIN 4   | JPN Ret | CHN 7   | BRA 6  |         |        | 25   | 10. místo |
| 2009                                             | Panasonic Toyota Racing | Toyota TF109  | Toyota RVX-09 2,4 V8               | AUS 4   | MAL 3‡  | CHN 7   | BHR 7   | ESP 10 | MON 10  | TUR 8   | GBR 9   | GER 9  | HUN 6   | EUR 14 | BEL 10 | ITA 11 | SIN 2   | JPN DNS | BRA     | ABU     |        |         |        | 4    | 10. místo |
| 2010                                             | Virgin Racing           | Virgin VR-01  | Cosworth CA2010 2,4 V8             | BHR Ret | AUS Ret | MAL Ret | CHN DNS | ESP 18 | MON Ret | TUR 18  | CAN Ret | EUR 19 | GBR 18  | GER 18 | HUN 16 | BEL 18 | ITA 17  | SIN Ret | JPN 14  | KOR Ret | BRA 20 | ABU Ret |        | 0    | 25. místo |
| 2011                                             | Marussia Virgin Racing  | Virgin MVR-02 | Cosworth CA2011 2.4 V8             | AUS NC  | MAL 16  | CHN 21  | TUR DNS | ESP 19 | MON Ret | CAN 15  | EUR 21  | GBR 16 | GER 17  | HUN 17 | BEL 18 | ITA 15 | SIN Ret | JPN 20  | KOR 18  | IND Ret | ABU 19 | BRA Ret |        | 0    | 25. místo |
| 2012                                             | Marussia F1             | Marussia MR01 | Cosworth CA2012 V8                 | AUS 14  | MAL 17  | CHN 19  | BHR 19  | ESP 18 | MON 14  | CAN Ret | EUR DNS | GBR 18 | GER 22  | HUN 21 | BEL 15 | ITA 17 | SIN 12  | JPN 16  | KOR 18  | IND 20  | ABU 14 | USA 19  | BRA 16 | 0    | 20. místo |

### GP2 Series
| Rok  | Tým                  | 1          | 2         | 3         | 4         | 5          | 6           | 7           | 8           | 9           | 10        | 11        | 12         | 13          | 14        | 15        | 16        | 17        | 18         | 19          | 20          | 21          | Body | Umístění |
| ---- | -------------------- | ---------- | --------- | --------- | --------- | ---------- | ----------- | ----------- | ----------- | ----------- | --------- | --------- | ---------- | ----------- | --------- | --------- | --------- | --------- | ---------- | ----------- | ----------- | ----------- | ---- | -------- |
| 2006 | BCN Competicion      | VAL FEA 16 | VAL SPR 8 | IMO FEA 7 | IMO SPR 4 | NÜR FEA 17 | NÜR SPR Ret | CAT FEA 11  | CAT SPR 10  | MON FEA Ret |           |           |            |             |           |           |           |           |            |             |             |             | 58   | 4. místo |
| 2006 | iSport International |            |           |           |           |            |             |             |             |             | SIL FEA 2 | SIL SPR 6 | MAG FEA 1  | MAG SPR 4   | HOC FEA 3 | HOC SPR 1 | HUN FEA 2 | HUN SPR 5 | IST FEA 4  | IST SPR 4   | MNZ FEA Ret | MNZ SPR DNS | 58   | 4. místo |
| 2007 | iSport International | BHR FEA 2  | BHR SPR 2 | CAT FEA 2 | CAT SPR 1 | MON FEA 3  | MAG FEA Ret | MAG SPR Ret | SIL FEA Ret | SIL SPR Ret | NÜR FEA 1 | NÜR SPR 5 | HUN FEA 10 | HUN SPR Ret | IST FEA 4 | IST SPR 1 | MNZ FEA 3 | MNZ SPR 1 | SPA FEA 17 | SPA SPR DNS | VAL FEA 7   | VAL SPR 1   | 88   | 1. místo |

### Výsledky v ostatních formulových kategoriích
| Sezóna | Série                  | Tým                                  | Vůz                      | Závody | Vítězství | Pole Position | Podium | Body  | Konečné umístění |
| 2000   | Formule BMW Junior Cup |                                      |                          | 19     | 11        | 6             | 15     | 285,5 | 1. místo         |
| 2001   | Formule BMW ADAC       | BMW Formel ADAC Rookie Team          |                          | 20     | 8         | 3             | 13     | 268   | 1. místo         |
| 2002   | Formule 3 Německo      | Opel Team KMS                        | Dallara F302-Opel        | 18     | 3         | 2             | 6      | 52    | 3. místo         |
| 2003   | F3 Euroseries          | Opel Team KMS                        | Dallara F303-Opel Spiess | 20     | 3         | 0             | 6      | 55    | 5. místo         |
| 2004   | Porsche Supercup       | Porsche AG VIP Team                  | Porsche 911 GT3 Cup      | 1      | 0         | 0             | 0      | 0     |                  |
| 2005   | CCWS                   | Rocketsports Racing                  | Lola-Ford Cosworth       | 13     | 0         | 0             | 1      | 202   | 8. místo         |
| 2006   | GP2                    | BCN Competición iSport International | Dallara-Renault          | 20     | 2         | 0             | 5      | 60    | 4. místo         |
| 2007   | GP2                    | iSport International                 | Dallara-Renault          | 21     | 5         | 4             | 10     | 88    | 1. místo         |